# Ординаторская
Ординаторская — служебная комната для врачей и прочего медперсонала в отделениях больниц и клиник.
Здесь врачи отдыхают, заполняют необходимую документацию, принимают пищу, сменяют бытовую на медицинскую одежду и наоборот. Как правило, в ней проводят утренние совещания врачей отделения. Ночная, уходящая смена отчитывается перед заведующим отделением, а тот высказывает претензии, пожелания, оповещает о новостях.
Обычно в ординаторских расположено несколько столов (как правило, каждый стол закреплён за определённым врачом), стулья, диван или кушетка, шкафы для одежды, аналоговый или цифровой негатоскоп для просмотра рентгеновских снимков, иногда здесь собрана небольшая библиотека специальной литературы.